# پژو ۱۰۶
پژو ۱۰۶ (به انگلیسی: Peugeot 106) یک خودرو سوپرمینی است که توسط خودروساز فرانسوی پژو بین سالهای ۱۹۹۱ تا ۲۰۰۳ تولید شده است و در سال ۲۰۰۳ تولیدش متوقف شد و با خودروهای پژو ۱۰۷، پژو ۲۰۶ و پژو یون جایگزین شد. این خودرو که در سپتامبر ۱۹۹۱ به بازار عرضه شد، در تمام طول عمر تولیدی‌اش به‌عنوان مدل ابتدایی پژو عرضه شد و در ابتدا فقط به عنوان یک هاچ‌بک سه در فروخته می‌شد. مدل پنج در هاچ‌بک در اوایل ۱۹۹۲ به محدوده اضافه شد.
برای سال اول تولید موتورهای۱٫۰ و ۱٫۱ بنزینی کاربراتوری تولید شدند. اما از اواخر سال ۱۹۹۲ به دلیل قوانین و مقررات تولید گازهای گلخانه‌ای در اتحادیه اروپا موتورهای انژکتوری روی خط تولید رفتند. از این خودرو ۲٬۷۹۸٬۲۰۰ دستگاه ساخته شده است.